# Guettarda insularis
Guettarda insularis là một loài thực vật có hoa trong họ Thiến thảo. Loài này được Brandegee mô tả khoa học đầu tiên năm 1924.